# Persilhuis
Het Persilhuis, Persilschool of Persilgebouw was een pand dat stond aan de Stadhouderskade 19-20 in Amsterdam-West.
De basis van het gebouw kwam tot stand in 1884, toen hier een blok winkel/woningen vlak naast de Koepelkerk verrees. Er werden een winkelverdieping, drie woonlagen en een zolder gebouwd. In 1911 werd het complex grondig verbouwd onder leiding van architect Alphonsus Maria Leonardus Aloysius Jacot (Hirschgebouw). De gehele voorgevel werd vernieuwd en er kwam ook een extra verdieping op. Duwaer & Naessens, een handelaar in phonola's en piano's, nam toen zijn intrek in het gebouw en liet een concertzaal voor 200 personen inrichten (Salle Duwaer & Naessens). Zij waren degenen die in 1916 glas-in-loodramen lieten plaatsen in de figuren van muziekinstrumenten naar een ontwerp van Guillaume Frédéric la Croix.

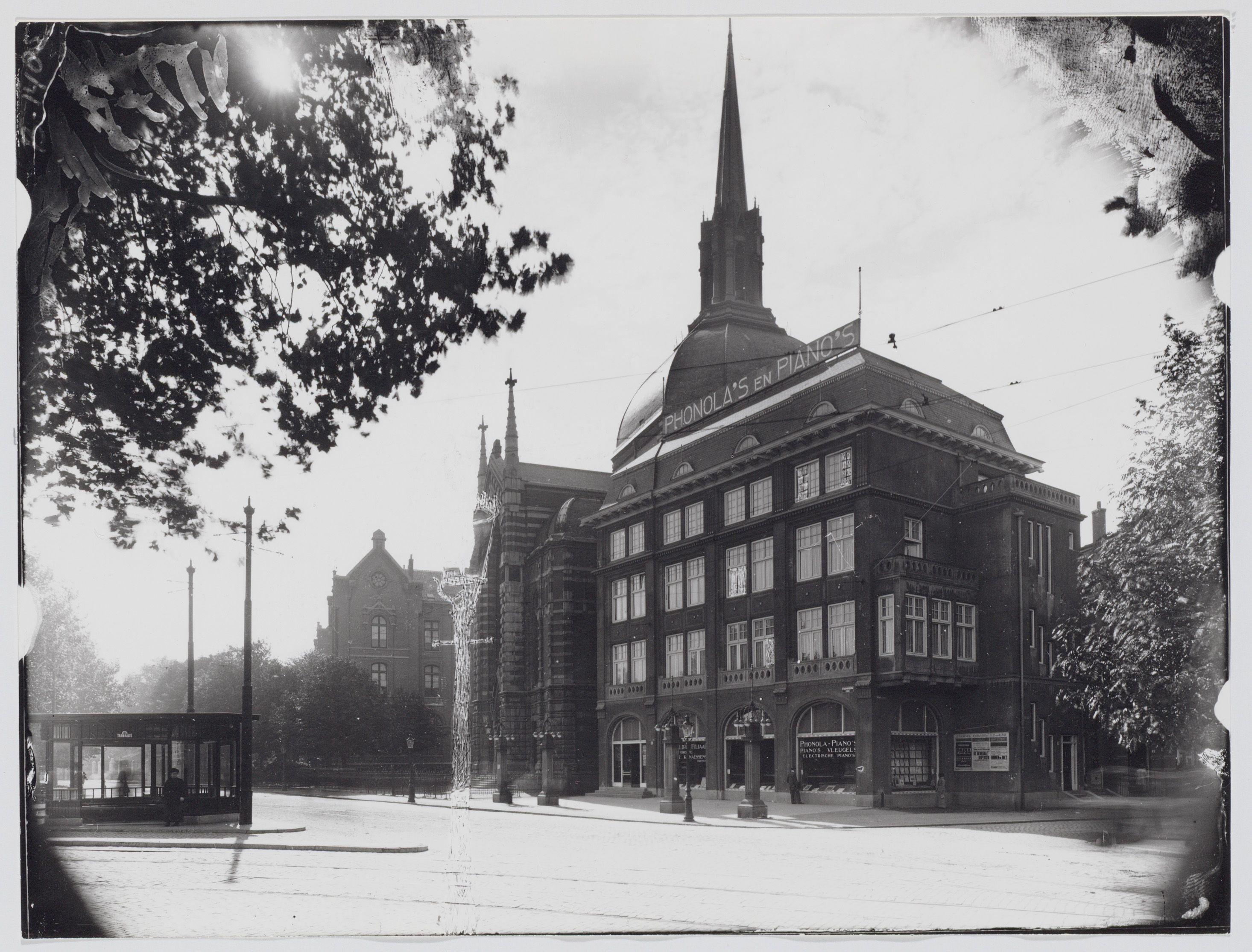
Het gebouw voor de verbouwing

In mei 1937 nam de Nederlandse Persil Maatschappij N.V. haar intrek in Stadhouderskade 19-20. Zij kwam vanaf het Kleine-Gartmanplantsoen (ongeveer waar het City staat). Samen met Chemphar, eveneens eigendom van E. Ostermann (& Co Handelmaatschappij) zouden zij het pand tot aan de sloop in gebruik houden. Persil was een merknaam van Henkel KGaA, dat het in 1932 ook in Nederland liet produceren. In het gebouw aan de Stadhouderskade konden huisvrouwen kennismaken met “het nieuwe wassen” (zelfwerkend wasmiddel in plaats van schrobben, wrijven, slingeren en boenen). In 1951 vond een grootscheepse verbouwing plaats, de glas-in-loodramen sneuvelden daarbij. In januari 1972 verhuisde Persil naar Amstelveen en in de daaropvolgende zomer werd het gebouw met de naastgelegen Koepelkerk gesloopt om plaats te maken voor het latere Amsterdam Marriott Hotel.
Rotterdam kent ook een Persilhuis, het is een (niet meer gangbare) bijnaam van het Witte Huis.